# Brigitte Fassbaender
Brigitte Fassbaender, född 3 juli 1939 i Berlin, är en tysk mezzosopransångare, regissör och teaterchef. Hon har bland annat varit verksam vid Bayerische Staatsoper i München där hon utsetts till kammarsångare. Hon är dotter till operasångaren Willi Domgraf-Fassbaender och skådespelaren Sabine Peters.